# يان ريد (منافس ألعاب قوى)
يان ريد (بالإنجليزية: Ian Reed)‏ هو منافس ألعاب قوى أسترالي، ولد في 13 يوليو 1927.

## وصلات خارجية
- يان ريد على موقع النتائج التاريخية لألعاب القوى الأسترالية (الإنجليزية)
- يان ريد على موقع أوليمبيديا (الإنجليزية)
- يان ريد على موقع اللجنة الأولمبية الأسترالية (الإنجليزية)